# Calcio Como 2006-2007
Questa voce raccoglie le informazioni riguardanti il Calcio Como nelle competizioni ufficiali della stagione 2006-2007.

## Competizioni ufficiali
Nella stagione 2006-2007 il Como ha concorso in due competizioni ufficiali:
- Serie D: 4º classificato nel girone B, qualificato ai play-off dove viene eliminato dall'U.S.O. Calcio.
- Coppa Italia Serie D: eliminato al primo turno dal Seregno.

## Divise e sponsor
| Casa | Trasferta | Terza divisa | Centenario |

## Rosa
| N. |                   | Ruolo | Calciatore           |
| -- | ----------------- | ----- | -------------------- |
|    | Italia (bandiera) | P     | Mariano Cardamone    |
|    | Italia (bandiera) | P     | Eugenio Lamanna      |
|    | Italia (bandiera) | P     | Luigi Sangiorgio     |
|    | Italia (bandiera) | D     | Matteo Binda         |
|    | Italia (bandiera) | D     | Claudio Carrafiello  |
|    | Italia (bandiera) | D     | Andrea Cigagna       |
|    | Italia (bandiera) | D     | Mattias Franchetto   |
|    | Italia (bandiera) | D     | Alberto Gruttadauria |
|    | Italia (bandiera) | D     | Mattia Ortelli       |
|    | Italia (bandiera) | D     | Matteo Placida       |
|    | Italia (bandiera) | D     | Roberto Rudi         |
|    | Italia (bandiera) | D     | Gabriele Schepis     |
|    | Italia (bandiera) | C     | Alessandro Ambrosini |
|    | Italia (bandiera) | C     | Alessio Battaglino   |

| N. |                    | Ruolo | Calciatore               |
| -- | ------------------ | ----- | ------------------------ |
|    | Italia (bandiera)  | C     | Alberto Bernardi         |
|    | Italia (bandiera)  | C     | Davide Gavazzi           |
|    | Italia (bandiera)  | C     | Gianluca Greco           |
|    | Italia (bandiera)  | C     | Luca Guidetti            |
|    | Italia (bandiera)  | C     | Marco Sgrò               |
|    | Albania (bandiera) | C     | Altin Shala              |
|    | Italia (bandiera)  | C     | Tommaso Testa            |
|    | Italia (bandiera)  | C     | Concetto Cristian Tropea |
|    | Italia (bandiera)  | A     | Pierluigi Damiano        |
|    | Italia (bandiera)  | A     | Gabriele Donghi          |
|    | Italia (bandiera)  | A     | Marco Gasparri           |
|    | Italia (bandiera)  | A     | Vincenzo Maiolo          |
|    | Italia (bandiera)  | A     | Stefano Sala             |
|    | Italia (bandiera)  | A     | Emanuele Terraneo        |

### Calciatori ceduti durante la stagione
| N. |                   | Ruolo | Calciatore                                                    |
| -- | ----------------- | ----- | ------------------------------------------------------------- |
|    | Italia (bandiera) | P     | Gennaro Esposito (alla Turris da gennaio 2007)                |
|    | Italia (bandiera) | D     | Alessandro Merlin (al Borgomanero da ottobre 2006)            |
|    | Italia (bandiera) | C     | Giorgio Marinucci Palermo (al Val di Sangro da dicembre 2006) |
|    | Italia (bandiera) | C     | Gionata Passerini (all'Olginatese da novembre 2006)           |

## Staff tecnico e dirigenza
| Allenatore:           | Ernestino Ramella |
| Allenatore portieri:  | Simone Braglia    |
| Preparatore atletico: | Nicolas Townsend  |
| Medico sociale:       | Alberto Giughello |

| Presidente onorario: | Gianluca Zambrotta |
| Presidente:          | Vincenzo Angiuoni  |
| Vicepresidente:      | Antonio Di Bari    |
| Direttore generale:  | Luigi Cappelletti  |